# 24th Street Mission
24th Street Mission is het zuidelijkste van de metrostations in de geboorde tunnel onder Mission Street in de Amerikaanse stad San Francisco (Californië). Het ligt bij het kruispunt van 24th Street en Mission Street en wordt bediend door vier lijnen van het BART-netwerk.